# TT300
TT300 (Theban Tomb 300) è la sigla che identifica una delle Tombe dei Nobili ubicate nell'area della cosiddetta Necropoli Tebana, sulla sponda occidentale del Nilo dinanzi alla città di Luxor, in Egitto. Destinata a sepolture di nobili e funzionari connessi alle case regnanti, specie del Nuovo Regno, l'area venne sfruttata, come necropoli, fin dall'Antico Regno e, successivamente, sino al periodo Saitico (con la XXVI dinastia) e Tolemaico.

## Titolare
TT300 era la tomba di:
| Titolare | Titolo                                                                                               | Necropoli       | Dinastia/Periodo  | Note |
| -------- | --- | --------------- | ----------------- | ---- |
| Anhotep  | Viceré di Kush; Governatore delle Terre meridionali; Scriba della tavola del Signore delle Due Terre | Dra Abu el-Naga | Periodo ramesside |      |

## Biografia
Unica notizia biografica ricavabile il nome della moglie: Hunuro

## La tomba
TT300 si presenta con struttura planimetrica a "T" rovesciata, tipica delle sepolture del periodo. A un corridoio segue una sala trasversale; sulle pareti in una nicchia (1 in planimetria) il defunto e la moglie, in due registri sovrapposti, il defunto in atto di adorazione. Sul lato corto opposto (2) due statue (non identificabili i soggetti) con un uomo in adorazione; poco oltre (3) resti di scena di Confessione negativa (?). Un secondo corridoio dà accesso a una sala perpendicolare alla precedente; sulle pareti: resti di scena (4) con il cartiglio di Ramses II; il defunto (5) e, su due registri sovrapposti (6) il defunto e la moglie in adorazione di Iside e Osiride, nonché della coppia reale costituita da Amenhotep I e dalla regina madre Ahmose Nefertari. Su altra parete (7) un uomo in offertorio al defunto, il defunto in adorazione e un figlio (?) che verifica le offerte. Frammenti della piramide, con testi dedicatori, oggi al Museo egizio del Cairo e al Philadelphia Museum of Art (cat. 29.86.708).

### Annotazioni
1. ↑  La numerazione dei locali e delle pareti segue quella di Porter e Moss 1927, p. 370.
2. ↑  La prima numerazione delle tombe, dalla numero 1 alla 252, risale al 1913 con l'edizione del "Topographical Catalogue of the Private Tombs of Thebes" di Alan Gardiner e Arthur Weigall. Le tombe erano numerate in ordine di scoperta e non geografico; ugualmente in ordine cronologico di scoperta sono le tombe dalla 253 in poi.
3. ↑  I campi della Duat, ovvero l'aldilà egizio, si trovavano, secondo le credenze, proprio sulla riva occidentale del grande fiume.
4. ↑  Nella sua epoca di utilizzo, l'area era nota come "Quella di fronte al suo Signore" (con riferimento alla riva orientale, dove si trovavano le strutture dei Palazzi di residenza dei re e i templi dei principali dei) o, più semplicemente, "Occidente di Tebe".
5. ↑  le Tombe dei Nobili, benché raggruppate in un'unica area, sono di fatto distribuite su più necropoli distinte.
6. ↑  Le note, sovente di inquadramento topografico della tomba, sono tratte, fino alla TT252, dal "Topographical Catalogue" di Gardiner e Weigall, ed. 1913 e fanno perciò riferimento alla situazione dell'epoca.

### Fonti
1. ↑  Gardiner e Weigall 1913.
2. ↑  Donadoni 1999,  p. 115.
3. ↑  Porter e Moss 1927, p. 380.
4. ↑  Porter e Moss 1927,  p. 380.
5. ↑  Porter e Moss 1927,  pp. 380-381.